# La Fabrique (école)
Pour les articles homonymes, voir La Fabrique.
La Fabrique est l’école française des métiers de la mode et la décoration de la Chambre de commerce et d'industrie de région Paris - Île-de-France.

## Description
Réunion de trois formations distinctes (mode, décoration, merchandising), La Fabrique prépare à une grande diversité de métiers  parmi lesquels ceux de concepteur-metteur au point, coordinateur de collection, façonnier, acheteur, responsable qualité, agenceur-décorateur de point de vente, sellier-maroquinier, décorateur d'intérieur ou encore tapissier d'ameublement... 
La Fabrique s’adresse à tous types d’étudiants : elle compte chaque année 350 élèves et apprentis ainsi que 850 stagiaires (répartis entre formations longues diplômantes ou certifiantes, stages courts ou formations sur mesure).
Parmi les entreprises partenaires figurent les plus grands noms du luxe à la française comme Louis Vuitton, Hermès, Givenchy ou Chanel .

## Histoire
Fondée en 2013, La Fabrique regroupe trois formations historiques de la CCI de la région Île-de-France : la mode avec l’Ecole supérieure des industries du vêtement, la maroquinerie et la décoration avec les ateliers Grégoire et enfin le merchandising.

### La mode
Le programme « Mode » de La Fabrique repose sur l’ESIV, l’Ecole supérieure des industries du vêtement créée en 1945. C’est en effet à la demande du comité général d’organisation de l’habillement et du travail des étoffes, que la Chambre de commerce de Paris entreprend le 30 juin 1944, une étude sur la création d’une école de confection qui donnera naissance le 2 aout 1945 à l’Ecole supérieure des industries du vêtement avec pour objectifs de doter les industries de l’habillement de « cadres supérieurs capables de participer pleinement à l’œuvre de restauration et d’expansion de l’économie nationale » . L’ESIV installée dans les locaux de l’ESC Paris (aujourd’hui ESCP Europe), est inaugurée le 5 novembre 1945.
En 1948, la nouvelle promotion comprend le futur grand couturier André Courrèges . 
En 1972, l’école est transférée boulevard Saint-Marcel dans le double objectif de dégager des espaces à ESCP, tout en renforçant l’orientation de l’ex-école des métiers de l’aiguille (aujourd’hui Gobelins (école). 

### La maroquinerie et la décoration
Après le vote de la loi Astier, le 4 juillet 1919 relative à l’organisation de l’enseignement technique, la Chambre de commerce de Paris adopte le 23 novembre 1921 un rapport envisageant l’ouverture d’écoles d’apprentissage.  C’est dans cette perspective, qu’en 1924, elle ouvre un atelier-école voué aux métiers du papier, du carton et du cuir au 2, place des Vosges dans le 4e arrondissement de Paris. 
En 1926, l’atelier-école des métiers du cuir est transféré au 36 rue de la Grange-aux-Belles (10e). 
En 1950, l’atelier-école désormais intitulé « l’école des métiers du cuir et du livre » rejoint le 28 rue de l’Abbé-Grégoire. Désormais école Grégoire, centre de formation technologique, elle intègre le Centre parisien de technologie (CPT) de la Chambre de commerce de Paris. En 1998, Grégoire et Ferrandi installés dans les mêmes locaux sont regroupés administrativement pour créer un pôle des métiers de l’alimentation et des artisanats de tradition. En 2011, les deux formations retrouvent leur marque respective, avec la création des Ateliers Grégoire, l’école où la matière prend forme et École Ferrandi, l’école de la gastronomie.

### Le merchandising
Le programme Merchandising de La Fabrique est lié aux écoles de vente créées par la Chambre de commerce de Paris au début du XXe siècle, toujours en réponse à la loi Astier de 1919. La première école de vente a été ouverte le 1er octobre 1924 au 47, rue Montmartre dans le 2e arrondissement de Paris pour les « garçons », qui déménage en 1927 au 35, rue du Bourdonnais. Toujours en 1924, elle ouvre une école identique réservée aux filles au 3, rue Feydeau (2e) qui déménage en 1927 au 19, rue de l’Arbre sec.  
Ces deux écoles sont réunies en 1949 dans des locaux situés au 40, rue de Saint-Mandé jusqu’en 1960. De 1960 à 1992, l’école de vente est au 28, rue de l’Abbé Grégoire. Elle est installée dans un bâtiment commun voué aux métiers du cuir et de l’alimentation (aujourd’hui Les ateliers Grégoire de La Fabrique et Ferrandi Paris, l’école de la gastronomie).
En 1992, l’école de vente intègre Negocia (aujourd’hui Novancia) dans son nouveau bâtiment de la porte Champerret.

## Formations

### La Fabrique de la mode
- Bac+3 à Bac+5 : formation au management des industries du vêtement (ESIV)
- Bac pro : formation aux métiers du cuir option maroquinerie
- CAP : formation aux savoir-faire de la maroquinerie de luxe
- DIMA : année de pré-apprentissage pour les élèves de 4e et 3e

### La Fabrique de la décoration
- CAP : formation de tapissiers d’ameublement siège
- CAP : formation tapisserie d’ameublement décor
- Post Bac : formation à la décoration d’intérieur

### Le merchandising
- MANAA : année de mise à niveau arts appliqués
- Bac à Bac+2 : formation aux métiers de décorateurs merchandisers
- Bac+3 : formation aux métiers de responsable visual merchandiser

## Innovation
En décembre 2015, La Fabrique a été la première école de mode et de décoration à ouvrir son fab lab. Atelier numérique destiné à tous les porteurs de projet dans ces secteurs, « Le Lab » est notamment équipé d’une imprimante 3D et d'une machine à découpe laser.
En juillet 2016, l'école obtient un financement de 1,85 million d'euros de Bpifrance pour son projet Thésée, conçu en partenariat avec la startup grenobloise Primo1D et l'équipementier automobile EFI Automotive, visant à encapsuler des puces électroniques dans le fil des vêtements.

## Localisation
L’école est située au 8 Avenue de la Porte de Champerret dans le 17e arrondissement de Paris. 

## Gouvernance
- Présidente du conseil d’établissement - Nelly Rodi
- Directrice - Chantal Fouqué